# La perla
La perla is een Mexicaanse film uit 1947 geregisseerd door Emilio Fernández en gebaseerd op het boek The Pearl van John Steinbeck. Er was een Spaanse en een Engelse versie van de film gemaakt. In 2002 werd de film opgenomen in het National Film Registry.

## Rolverdeling
| Acteur              | Personage    |
| ------------------- | ------------ |
| Pedro Armendáriz    | Kino         |
| María Elena Marqués | Juana        |
| Fernando Wagner     | Dealer       |
| Gilberto Gonzálezas | hulpverlener |
| Charles Rooner      | Dokter       |
| Juan García         | hulpverlener |
| Alfonso Bedoya      | peetvader    |
| Raúl Lechuga        | Dealer       |
| Max Langler         | Boer         |